# Värmländsk litteratur
Värmländsk litteratur skildrar landskapet Värmland och de föreställningar och myter som hör landskapet till. I flera sammanhang beskrivs Värmland som ett av få svenska landskap med tillhörande stark litterär tradition.
Under åren har flera uppmärksammade litterära verk som skildrar Värmland publicerats, av vilka har flera författats av Selma Lagerlöf, Gustaf Fröding, Erik Gustaf Geijer och Fredrik August Dahlgren.

## Författare
Författare med anknytning till den värmländska litteraturen:
- Gustaf Fröding
- Selma Lagerlöf
- Ignatius Dahlin
- Fredrik August Dahlgren
- Erik Gustaf Geijer
- Anders Fryxell
- Nils Ferlin
- Esaias Tegnér